# Heereshochschule (Japan)

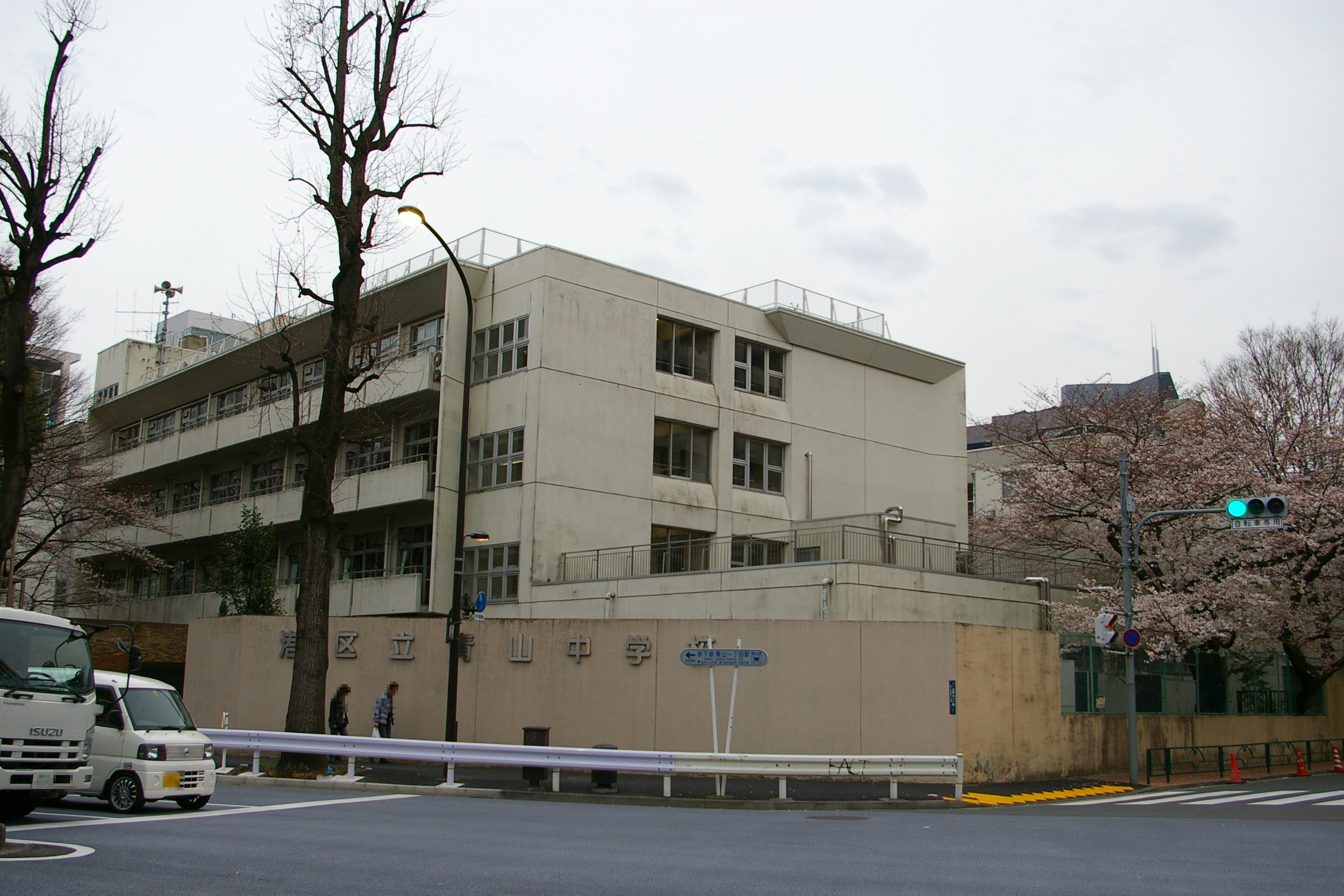
Früherer Ort der Heereshochschule (heute: Aoyama-Mittelschule)

Die Heereshochschule (jap. 陸軍大学校, Rikugun Daigakkō) wurde 1882 im Rahmen des Aufbaus einer modernen Armee im Japanischen Kaiserreich gegründet, im Tokioter Stadtteil Aoyama im heutigen Bezirk Minato. Aufgenommen wurden Absolventen der 1874 gegründeten Heeresoffizierschule, die mindestens 30 Jahre alt waren und zwei Jahre Militärdienst absolviert hatten.
Nachdem die Samurai ihren Status als Kriegerkaste verloren hatten, benötigte das Land eine neue Armee. Dazu wurde die Wehrpflicht eingeführt und französische Militärberater ins Land geholt (siehe o-yatoi gaikokujin). Nach dem Sieg Preußens im Deutsch-Französischen Krieg 1871 verlor Frankreich in Japan jedoch das Ansehen als vorherrschende Armeemacht, und die französischen Offiziere wurden Schritt für Schritt durch Deutsche ersetzt. Besonders erfolgreiche Arbeit leistete dabei der Major Klemens Wilhelm Jacob Meckel. 
Die Premierminister Tanaka Giichi, Hayashi Senjūrō, Abe Nobuyuki, Koiso Kuniaki und Higashikuni Naruhiko waren Absolventen der Akademie, ebenso Pujie, von den Japanern designierter Erbe des mandschurischen Throns und Bruder von Puyi.
Die Heereshochschule wurde nach der Kapitulation Japans aufgelöst.